# NGC 146
NGC 146 ist ein offener Sternhaufen im Sternbild Kassiopeia.
Der offene Sternhaufen NGC 146 wurde am 27. Oktober 1829 von dem britischen Astronomen John Frederick William Herschel entdeckt.